# Episodi di 4400 (terza stagione)
La terza stagione della serie televisiva 4400 è andata in onda negli Stati Uniti dall'11 giugno al 27 agosto 2006; in Italia è stata trasmessa su Rai 2 dal 17 luglio 2007 al 28 agosto dello stesso anno.
| nº | Titolo originale                | Titolo italiano                 | Prima TV USA   | Prima TV Italia |
| -- | ------------------------------- | ------------------------------- | -------------- | --------------- |
| 1  | The New World: Part 1 e 2       | Il nuovo mondo: 1 e 2 parte     | 11 giugno 2006 | 17 luglio 2007  |
| 2  | The New World: Part 1 e 2       | Il nuovo mondo: 1 e 2 parte     | 11 giugno 2006 | 17 luglio 2007  |
| 3  | Being Tom Baldwin               | Scambio d'identità              | 18 giugno 2006 | 24 luglio 2007  |
| 4  | Gone: Part 1 e 2                | La sorella di Maia: 1 e 2 parte | 25 giugno 2006 | 24 luglio 2007  |
| 5  | Gone: Part 1 e 2                | La sorella di Maia: 1 e 2 parte | 2 luglio 2006  | 7 agosto 2007   |
| 6  | Graduation Day                  | Attacco a Shawn                 | 9 luglio 2006  | 7 agosto 2007   |
| 7  | The Home Front                  | Lo scambio                      | 16 luglio 2006 | 14 agosto 2007  |
| 8  | Blink                           | Stato di allucinazione          | 23 luglio 2006 | 14 agosto 2007  |
| 9  | The Ballad of Kevin and Tess    | Sogno premonitore               | 30 luglio 2006 | 21 agosto 2007  |
| 10 | The Starlz Mutation             | Visioni dal futuro              | 6 agosto 2006  | 21 agosto 2007  |
| 11 | The Gospel According to Collier | Il predicatore                  | 13 agosto 2006 | 28 agosto 2007  |
| 12 | Terrible Swift Sword            | Tra il bene e il male           | 20 agosto 2006 | 28 agosto 2007  |
| 13 | Fifty-Fifty                     | Il piano di Jordan              | 27 agosto 2006 | 28 agosto 2007  |

## Il nuovo mondo
- Titolo originale: The New World
- Diretto da: Vincent Misiano
- Scritto da: Ira Steven Behr e Craig Sweeny

### Trama
Ryland viene interrogato riguardo al programma di inibizione della promicina e sul perché non avesse chiesto l'approvazione dei suoi capi. Durante l'interrogatorio viene emesso un suono fastidioso come il fischio di un microfono. Prima di rispondere ad un'altra domanda Ryland chiede consiglio al suo avvocato, ma questi inizia a dargli contro. Più tardi Diana e Tom insieme a Gary Navarro cercano di rintracciare TJ Kim, che ritengono responsabile dell'episodio accaduto durante il processo. Shawn si incontra con Daniel Armand, uno dei 4400 scomparso nel 1990, che ha bisogno che Shawn curi un suo amico. Lily soffre di un rapido invecchiamento e i poteri di Shawn non sono in grado di curarla. Tom e Diana scoprono l'esistenza di un gruppo terrorista chiamato Nova Group che sembra avere dei legami con Shawn. Gary Navarro viene arrestato per aver tentato di assassinare una seconda volta Ryland. Isabelle, credendo di salvare la vita a sua madre uccidendosi, si getta dal tetto del centro 4400, ma si rialza senza un graffio. Matthew Ross esprime il suo disappunto nei confronti di Isabelle per ciò che ha tentato di fare le parla dell'importanza della sua esistenza per il futuro dell'umanità. Isabelle è preoccupata per ciò che le ha detto Matthew, ma dopo aver parlato con Shawn decide di essere lei l'artefice delle sue scelte e non il destino. Matthew dà ad Isabelle una sostanza che iniettata è in grado di ucciderla.

## Scambio d'identità
- Titolo originale: Being Tom Baldwin
- Diretto da: Colin Bucksey
- Scritto da: Shintaro Shimosawa e James Morris

### Trama
Questo episodio ha per protagonista uno dei 4400, Boyd Christopher, che ha l'abilità di manipolare la mente delle persone in modo da poter lui stesso apparire come se fosse qualcun altro. Apparendo come Tom Baldwin si introduce nella stanza dove è tenuta TJ Kim e la uccide. Così Tom viene ricercato dalla polizia. Isabelle e Shawn si avvicinano sempre di più. Diana scopre che Kevin Burkhoff iniettandosi delle dosi di promicina ha sviluppato delle abilità proprie dei 4400.

## La sorella di Maia: prima parte
- Titolo originale: Gone: Part 1
- Diretto da: Morgan Beggs
- Scritto da: Bruce Miller

### Trama
Alana considera l'idea di iniziare ad insegnare al Centro. Sara Rutledge entra nella vita di Maia dichiarando di essere la sua sorella minore nata 6 anni dopo la scomparsa di Maia. Le cose si complicano quando Sara rapisce Maia. Si scopre che Sara non è la vera sorella di Maia ma un agente del futuro mandato indietro nel tempo per rapire Maia ed altri bambini dei 4400 per ricollocarli nel loro passato. Shawn riceve delle minacce dal Nova Group, tanto da indurre Matthew a far aumentare la sicurezza e cancellare tutti gli appuntamenti in programma.

## La sorella di Maia: seconda parte
- Titolo originale: Gone: Part 2
- Diretto da: Scott Peters
- Scritto da: Darcy Meyers

### Trama
Diana e Tom, nonostante abbiano eliminato i loro ricordi di Maia, iniziano man mano a ricordare qualcosa. Le ricerche di Maia e degli altri bambini scomparsi non portano a nulla così Diana disperata per la perdita di Maia, grazie ad Alana, entra in una realtà alternativa per poter passare del tempo lei. Diana però non vuole tornare alla realtà e rischia di morire ingabbiata nella realtà alternativa che si è creata. Per salvarla Tom costringe quelli del futuro a mettersi in contatto con lui e a restituire Maia e gli altri bambini. C'è però una condizione che Tom deve rispettare: uccidere Isabelle.

## Attacco a Shawn
- Titolo originale: Graduation Day
- Diretto da: Aaron Lipstadt
- Scritto da: Craig Sweeny

### Trama
Shawn soffre di allucinazioni provocate da Daniel Armand, uno dei 4400 che fa parte del Nova Group. Queste allucinazioni lo portano a farsi del male e ad essere un pericolo anche per gli altri. Non riuscendo a trovare una cura per Shawn, Richard è costretto a farlo ricoverare in un istituto psichiatrico. L'NTAC non fa progressi nelle ricerche di Daniel Armand, così Isabelle contro il parere di Matthew, con il quale ha un duro scontro, decide di salvare da sola la vita di Shawn trovando Armand.

## Lo scambio
- Titolo originale: The Home Front
- Diretto da: Nick Copus
- Scritto da: Ira Steven Behr e Craig Sweeny

### Trama
Alana viene arrestata perché sospettata di appartenere al gruppo Nova, Tom la fa rilasciare una prima volta ma lei,per impedire che la sua amica e collega Heather Tobey venga accusata al suo posto si costituisce e ammette di avere fatto lei la telefonata che avvertiva Gary Navarro (ex appartenente al gruppo Nova e poi uscitone quando si rende conto che erano pronti anche ad uccidere per raggiungere il loro scopo) dell'imminente retata nel suo appartamento. A questo punto Tom organizza uno scambio di prigionieri con Dennis Ryland che vuole vendicarsi del tentato omicidio nei suoi confronti da parte di Navarro. Una volta effettuato lo scambio però Tom e la sua collega Diana riescono subito a liberare Gary e organizzano la fuga di Alana e Navarro verso il Canada. Nel frattempo si rifà viva la ex ragazza di Shawn (che era in precedenza la fidanzata del fratello) per chiedergli aiuto per il padre malato che Shawn guarisce. Il problema è che Isabelle non è molto contenta di questo riavvicinamento e lo fa chiaramente capire a Shawn.

## Stato di allucinazione
- Titolo originale: Blink
- Diretto da: Colin Bucksey
- Scritto da: Amy Berg e Andrew Colville

### Trama
Tom e Diana ricevono una consegna con in regalo dei biscotti ognuno da parte dell'altro ma quando ne parlano entrambi negano di averlo fatto. Nel frattempo vengono chiamati per un caso di suicidio in cui è coinvolta la DEA. In città gira una nuova droga chiamata BLINK che sembra avere tra i suoi componenti un derivato della Promicina (sostanza prodotta dai 4400) e che provoca allucinazioni molto realistiche. Quasi subito anche loro iniziano ad avere allucinazioni (Tom vede il padre morto 9 anni prima e Diana l'ex fidanzato Josh con cui si è lasciata 10 giorni prima del matrimonio perhè è stata tradita) e per precauzione vengono messi in malattia. Sembra che le allucinazioni siano condizionate dall'inconscio di chi le prova e Tom e Diana cercano di risalire a chi ha spedito loro i biscotti nella speranza di risolvere la loro situazione e quella degli altri che hanno assunto la droga. Una donna (Naomi Bonderman anche lei una dei 4440) si presenta a loro dicendo che è sicura sia stato il suo potere a causare tutto. Tom scopre che il nipote della signora è il fattorino che ha consegnato i biscotti a lui e Diana e insieme scoprono che ha in progetto di portare i suoi biscotti ad una sagra per distribuirli. Riescono a catturarlo alla sagra ma molti dei biscotti sono già stati dati agli avventori che verranno messi sotto osservazione. Il ragazzo spiega che le allucinazioni servono per potere risolvere un problema che non è stato possibile affrontare in precedenza, che lui voleva solo fare del bene in tal senso e che aveva dato i biscotti anche a loro come ricompensa perché, denunciando lo scandalo della Promicina, avevano salvato la nonna. Alla fine anche Tom e Diana risolveranno i loro problemi col padre di lui e l'ex fidanzato di lei (che però parlerà chiaro a Marco riguardo alla loro attuale relazione). Intanto la storia tra Isabelle e Shawn non va bene e lui si vorrebbe allontanare ma lei gli propone come soluzione il matrimonio. Shawn e il padre di Isabelle cercano di farla desistere ma lei è sicura che la loro unione sia opera del destino (infatti spiega che senza lei potrebbe scegliere la strada che la porterebbe a fare ciò per cui era stata progettata e cioè distruggere i 4400 cosa che lei non vuole fare) e inizia a spargere la voce del loro fidanzamento senza il consenso di Shawn che insieme al padre di lei decidono di cercare un modo per fermarla. Shawn una notte cercherà di ucciderla col suo potere ma senza effetto e quindi lei fa capire a lui che l'unica soluzione possibile è il loro matrimonio.

## Sogno premonitore
- Titolo originale: The Ballad of Kevin and Tess
- Diretto da: Scott Peters
- Scritto da: Ira Steven Behr e Craig Sweeny

### Trama
Maya fa un brutto sogno con protagonista la madre con delle piaghe sul corpo ma Diana la tranquillizza dicendole che era solo un incubo. Il Dott. Kevin Burkhoff sta continuando gli esperimenti su se stesso con la Promicina migliorata da lui ma gli effetti collaterali, oltre che a permettergli di guarire in pochi secondi da qualsiasi ferita anche mortale, lo rendono mostruoso all'aspetto oltre che a dargli difficoltà nel muoversi. Viene rapito da una organizzazione non identificata e dopo un breve interrogatorio gli sparano con l'intento poi di fargli un'autopsia e scoprire il suo segreto. Viene chiuso in una sacca per cadaveri e spostato con un furgone ma all'arrivo è sparito. Con l'aiuto di Tess (ex paziente dello stesso ospedale psichiatrico dove era ricoverato anche Kevin e ora guarita e dimessa) e delle sue capacità che le permettono di far fare inconsapevolmente a chiunque lei voglia tutto ciò che gli viene ordinato, continua i suoi esperimenti con l'inconsapevole Diana. Scoperto nel suo nascondiglio Tess obbliga Diana a puntare una pistola su Tom e i due riescono a scappare dicendo a Tom che il Dott. Burkhoff è in procinto di terminare i suoi esperimenti. Diana subito crolla e viene ricoverata in quanto inizia a riportare gli stessi sintomi iniziali del Dott. Burkhoff (come nel sogno di Maya) ma viene portata via da Tess che ordina ad una dottoressa di portargliela sotto l'influsso dei suoi poteri. Inizia una ricerca di Diana prima che gli effetti collaterali possano degenerare come successo in Kevin. Il Dott. Burkhoff e Tess si rifugiano in un teatro abbandonato al quale hanno accesso tramite il custode soggiogato da Tess ma egli si ritrova nel taschino il braccialetto ospedaliero dove Diana aveva scritto chiedendo aiuto e di chiamare la NTAC che interviene con Tom e, dopo avere neutralizzato Tess con un tranquillante, libera Diana. il Dott. Burkhoff e Tess tentano di scappare ma vengono fermati anche se per poco perché Kevin dà a Tess dell'adrenalina che la risveglia riuscendo così a soggiogare tutti gli agenti che li lasciano passare. Dopo poco il Dott. Burkhoff raggiunge uno stadio successivo della sua mutazione, si libera della sua pelle, ritorna come era prima e fugge con Tess. Nel mentre, prima di un'intervista, Shawn salva la vita di Nick Frost, una rock star alcolizzata, che ha una crisi e che per ringraziarlo gli regala una sua chitarra, lo invita ad un suo concerto e al suo prossimo tour (probabilmente per usarlo in ogni sua crisi dovuta all'alcol, cosa che Shawn rifiuta). Tyler intanto vuole riuscire a padroneggiare i suoi poteri di telecinesi ma, non riuscendoci da solo, si rivolge a Heather Tobey anche se all'inizio si trova in imbarazzo per via dell'essere senza una compagna da quando la moglie è morta ma, superato questo, incomincia a padroneggiare il suo potere sempre di più. Alla fine l'estrazione della Promicina da Isabelle (che spontaneamente ha acconsentito) per ordine di Ryland, che capeggia l'organizzazione che aveva cercato di uccidere il Dott. Burkhoff, termina con l'accumulo di una quantità sufficiente per 2 anni. Ma per cosa?

## Visioni dal futuro
- Titolo originale: The Starlz Mutation
- Diretto da: Allison Liddi Brown
- Scritto da: Craig Sweeny e Amy Berg

## Il predicatore
- Titolo originale: The Gospel According to Collier
- Diretto da: Frederick E.O. Toye
- Scritto da: Adam Levy

## Tra il bene e il male
- Titolo originale: Terrible Swift Sword
- Diretto da: Scott Peters
- Scritto da: Ira Steven Behr e Bruce Miller

## Il piano di Jordan
- Titolo originale: Fifty-Fifty
- Diretto da: Nick Copus
- Scritto da: Ira Steven Behr e Craig Sweeny